# Przyzwolenie społeczne
Przyzwolenie społeczne – zjawisko braku potępienia popełniania określonego czynu zabronionego przez ogół społeczeństwa. Zwykle bierze się z przekonania, że dokonanie danego czynu jest nieszkodliwe społecznie i nikomu nie przynosi krzywdy, oraz że przepis penalizujący ten czyn  jest zbędnym utrudnieniem i przeszkodą dla ludności, tudzież ograniczaniem swobód obywatelskich. Zazwyczaj przyzwolenie społeczne dotyczy większości wykroczeń oraz drobnych przestępstw, a organy ścigania rzadko dążą do ukarania osób popełniających takie czyny.